# سمير نقاش
سمير نقاش روائي وكاتب قصة قصيرة، وكاتب مسرحي عراقي، من مواليد بغداد عام 1938، هاجر إلى إسرائيل توفي عام 2004.

## السيرة الذاتية
ولد سمير نقاش في بغداد عام 1938، وهو أول واحد من ستة أطفال ولدوا لعائلة يهودية عراقية ثرية. التحق بالمدرسة في سن 4 أعوام، وبدأ الكتابة في سن 6 أعوام.
في عام 1951 وعندما كان عمره 13 سنة، هاجر هو وعائلته إلى إسرائيل، توفي والده عام 1953 اثر نزيف في الدماغ خلال وجود عائلته في «المعبراه»، (وهو الاسم الذي كان يطلق على معسكرات اللجوء التي كان يوضع فيها اليهود الشرقيون القادمون إلى إسرائيل)، وهذا كان له تأثير قوي عليه، مما جعله يعقد العزم على مغادرة إسرائيل.
انتقل من 1958 إلى 1962 بين تركيا، إيران، لبنان، مصر، الهند، والمملكة المتحدة. وواجه فيها صعوبات جمة مما إضطره العودة إلى إسرائيل، حيث تولى وظائف مختلفة.
ألتحق عام 1970 بالجامعة العبرية في القدس، وحصل على درجة البكالوريوس في الأدب العربي. وكان معروفًا في العالم العربي وبين الجالية العراقية في إسرائيل، ولكن تمت ترجمة واحد فقط من أعماله إلى العبرية.
فاز النقاش بجائزة من رئيس مجلس الوزراء الإسرائيلي للأدب العربي.
```
وفي عام 
1990
 أنتقل إلى مدينة 
لندن
 ليستقر فيها.
```

## اللحظات المصيرية وتأثيرها على رواياته
تحت ضغط «قانون إسقاط الجنسية» الذي أصدرته حكومة توفيق السويدي في العام 1950 وسمحت بموجبه «لليهود الراغبين في ترك العراق» بالتخلي عن جنسياتهم العراقية في دائرة خاصة في مديرية الجنسية والسفر أنشئت لتنفيذ الطلبات التي يتقدم بها اليهود للتخلي عن الجنسية العراقية ومغادرة العراق إلى إسرائيل.
وكانت هذه اللحظة المصيرية موضوع واحدة مـن أفضـل روايات سمير نقاش هـي تلـك التي حمــلت عنــوان «نزولـة وخـيط الشيطان».
«إني يهودي لكني لست بخائن... كيف أخون أرضاً ممتزجاً بثراها رفات آبائي وأجدادي؟!»، بهذه الكلمات التي تشكل جزءاً من مونولوغ داخلي ليعقوب بن عمام، الشخصية اليهودية العراقية في الرواية المذكورة، بدأ يعقوب بن عمام مونولوغه فجاءت كلماته صدى لمشاعر الكاتب الذي لم يستطع الاندماج في المجتمع الإسرائيلي فحاول الهرب من إسرائيل عبر الحدود اللبنانية، وهناك قبض عليه وسجن وأعيد إلى إسرائيل. وقد كانت هذه «المغامرة» موضوع رواية «الرجس».
عاش سمير نقاش حياةً مضطربة والتي كانت محور أعماله الروائية والقصصية والمسرحية العديدة. وفي عام 1991 أصدر رواية «عورة الملائكة»، وكانت بغداد حاضرة من خلال ذاكرة بطل الرواية الذي كان تلميذاً متفوقاً في العراق.
كان النقاش متزوجًا، وكان له ابنان وابنة واحدة.

## وفاته
توفي سمير نقاش في 7 يوليو 2004 عن عمر يناهز 66 عاماً وفي داخله ألم بسبب تركه للعراق حيث كان يعتبر نفسه أنه مات عندما كان في الثلاثة عشرة من عمره، حيث كان يرى أن حياته الحقيقية تقتصر على تلك الأعوام التي قضاها في العراق وأن ما تلا ذلك هو مجرد ظلال لتلك الأعوام.

## وصلات خارجية
- سمير نقاش: لا أستطيع التعبير عن نفسي إلا بالعربية
- رحل سمير نقاش: الكاتب اليهودي العراقي الذي اعتبر وجوده في إسرائيل مؤقتاً 2004-11-07
- الجزيرة نت: أديب يهودي يكتب بالعربية فقط